# Ausserferrera
Ausserferrera est une localité et une ancienne commune suisse du canton des Grisons.

## Notes et références

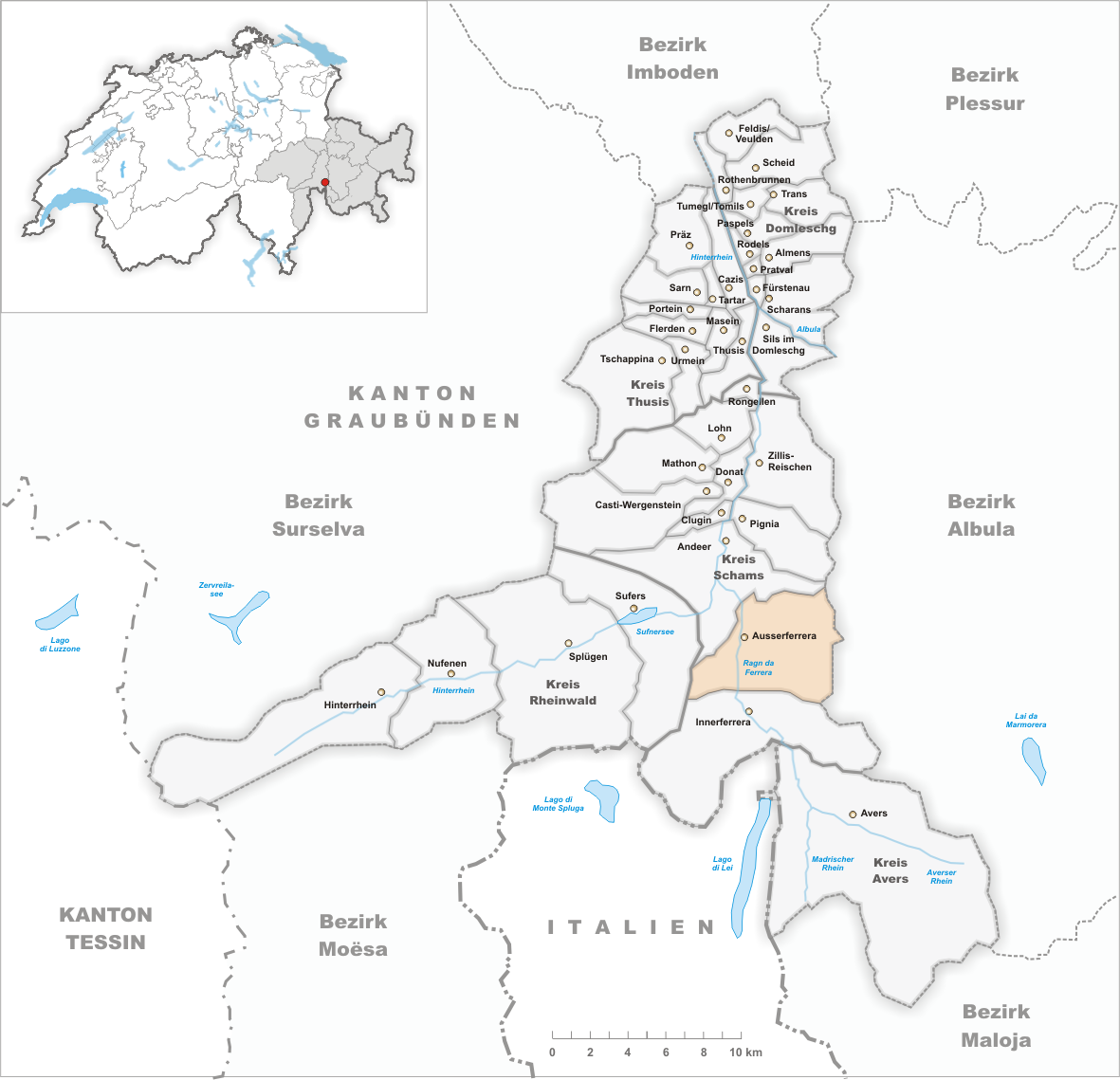
Ancien territoire de la commune d'Ausserferrera.